# Sven-Åke Lundbäck
Sven-Åke Lundbäck (Töre, 26 januari 1948) is een Zweeds langlaufer. 

## Carrière
Lundbäck behaalde zijn grootste succes met het winnen van olympisch goud op de 15 kilometer tijdens de Olympische Winterspelen 1972. Lundbäck zijn beste jaar was 1978 waarin hij het algemene wereldbekerklassement won en de wereldtitel op de 50 kilometer en de estafette. In 1981 won Lundbäck tijdens zijn debuut de Wasaloop.

## Belangrijkste resultaten

### Olympische Winterspelen
| Editie | Plaats      | Resultaten                                 |
| ------ | ----------- | ------------------------------------------ |
| 1972   | Sapporo     | 15 km · 13e 30 km · 4e estafette           |
| 1976   | Innsbruck   | 30e 15 km 35e 30 km 16e 50 km 4e estafette |
| 1980   | Lake Placid | 17e 30 km 8e 50 km 5e estafette            |

### Wereldkampioenschappen langlaufen
| Jaar | Plaats      | Resultaten                                 |
| ---- | ----------- | ------------------------------------------ |
| 1972 | Sapporo     | 15 km · 13e 30 km · 4e estafette           |
| 1974 | Falun       | 4e 50 km                                   |
| 1976 | Innsbruck   | 30e 15 km 35e 30 km 16e 50 km 4e estafette |
| 1978 | Lahti       | 6e 15 km · 6e 30 km · 50 km · estafette    |
| 1980 | Lake Placid | 17e 30 km 8e 50 km 5e estafette            |